# Gossweilerodendron joveri
Gossweilerodendron joveri là một loài rau đậu thuộc họ họ Fabaceae. Nó là loài bản địa của Angola, Cameroon, và Gabon, nơi môi trường sinh sống tự nhiên của chúng là các khu rừng ẩm ướt đất thấp nhiệt đới hoặc cận nhiệt đới. Nó bị đe dọa do mất môi trường sống.